# 立花種成
立花 種成（たちばな たねしげ、生没年不詳）は、江戸時代の旗本。筑後国三池藩主家立花氏の分家の一つである立花甲斐守家2代目。立花種吉の子。母は旗本野一色義重の娘。幼名は千若、長じて通称与兵衛。正室は甲府藩家老である藤枝方孝（日向守）の娘。子は立花直時、能勢頼忠（八兵衛）室、立花種治。相模国大住郡内に石高700石。

## 生涯
正保2年（1645年）9月19日に父・種吉が死去したために、同年12月19日に家督と知行地を相続する。初め小普請となり、後に小姓組に列して小姓組番士となる。寛文9年（1669年）閏10月18日に年頃怠りなく勤めたことを賞されて黄金2枚を賜る。後に小姓組番士を辞す。某年に死去し、深川の心行寺に葬られる。心行寺は後に代々の葬地となる。
正室の藤枝氏は徳川綱重の従姉妹で順性院の姪にあたる。元禄7年（1694年）7月11日に直時が家督を相続し、知行地は直時500石、種治200石に分知される。

## 系譜
- 父：立花種吉
- 母：野一色義重の娘
- 正室：藤枝方孝の娘
  - 男子：立花直時
- 生母不明の子女
  - 女子：能勢頼忠（八兵衛）室
  - 男子：立花種治